# Liste der denkmalgeschützten Objekte in Jeging
Die Liste der denkmalgeschützten Objekte in Jeging enthält die denkmalgeschützten, unbeweglichen Objekte der Gemeinde Jeging im oberösterreichischen Bezirk Braunau am Inn.

## Denkmäler
| Foto |                 | Denkmal                                                                     | Standort                         | Beschreibung | Metadaten |
| ---- | --------------- | --------------------------------------------------------------------------- | -------------------------------- | --- | --- |
| ja   | Datei hochladen | Kath. Pfarrkirche hl. Stephan und Friedhof HERIS-ID: 52197 Objekt-ID: 58645 | bei Jeging 7 Standort KG: Jeging | Eine Pfarrkirche zum hl. Stephan in Jeging wurde erstmals 1170 urkundlich erwähnt. Der heutige gotische Bau erhielt seine Weihe 1458. Das Langhaus ist einschiffig und dreijochig, der eingezogene einjochige Chor ist mit Fünfachtelschluss ausgeführt. Die gotischen Gewölbe wurden barockisiert und bilden jetzt eine Tonne mit Stichkappen. Der Turm mit Zwiebel und Laterne befindet sich an der Westseite. Der Hochaltar wird auf das Ende des 18. Jahrhunderts datiert, die Kanzel ist von 1658. | BDA-Hist.: Q26260101 Status: § 2a Stand der BDA-Liste: 2025-06-30 Name: Kath. Pfarrkirche hl. Stephan und Friedhof GstNr.: .64/1, 1066, 1068/2 Pfarrkirche hl. Stephan, Jeging |
| ja   | Datei hochladen | Ehem. Pfarrhof, Gemeindeamt HERIS-ID: 37991 Objekt-ID: 37473                | Jeging 1 Standort KG: Jeging     | Im Jahr 1392 überließ Heinrich von Jeging seinen seit 735 bestehenden Edelsitz dem Kloster Michaelbeuern. Ab 1441 diente das Gebäude als Pfarrhaus, bis es 1968 in Gemeindebesitz überging. Danach wurde es als Sportheim genutzt. 1977/78 zog nach einer Renovierung das Gemeindeamt ein. Im Gebäude befinden sich frühbarocke Holz- und Stuckdecken sowie zwei Ölgemälde von 1678, darunter eines mit der Urform des Gemeindewappens. Ein Wappenstein von 1678 befindet sich im Eingangsbereich.      | BDA-Hist.: Q37978283 Status: Bescheid Stand der BDA-Liste: 2025-06-30 Name: Ehem. Pfarrhof, Gemeindeamt GstNr.: .58/1                                                          |
| ja   | Datei hochladen | Pfarrhof HERIS-ID: 67429 Objekt-ID: 80383                                   | Jeging 6 Standort KG: Jeging     | Der Pfarrhof von Jeging befindet sich in einer ehemaligen Schule, die 1860/1861 erbaut wurde. | BDA-Hist.: Q38116625 Status: § 2a Stand der BDA-Liste: 2025-06-30 Name: Pfarrhof GstNr.: 1068/2                                                                                |